# 王安 (1958年)
王安（1958年6月—），男，汉族，安徽霍山人，中共党员，中国科学院合肥物质科学研究院研究员。

## 生平
1982年7月毕业于安徽师范大学物理系，毕业后分配至霍山县与儿街中学任教。1983年7月至1986年2月，在中国科学院安徽光学精密机械研究所攻读硕士学位，硕士毕业留安徽光机所工作。1989年11月于中国科学院安徽光机所获理学博士学位。1990年5月至1991年12月，在意大利帕维亚大学电子工程系做博士后研究。2000年6月，任安徽光机所党委副书记、副所长。2002年6月至2004年7月，挂职任安徽省芜湖市副市长。2005年3月任安徽光机所党委书记兼副所长，2009年8月研究所换届后不再担任领导职务（保留副局级待遇）。